# Pseudocorixa guatemalensis
Pseudocorixa guatemalensis är en insektsart som först beskrevs av Champion 1901.  Pseudocorixa guatemalensis ingår i släktet Pseudocorixa och familjen buksimmare. Inga underarter finns listade i Catalogue of Life.